# 彼得羅巴甫利夫卡 (別爾江斯克區)
47°19′6″N 36°8′22″E / 47.31833°N 36.13944°E
彼得羅巴甫利夫卡（烏克蘭語：Петропавлівка）是位於烏克蘭東南部的村莊，由扎波羅熱州别尔江斯克区的切爾尼希夫卡市鎮負責管轄。該村分別距離克里日切涅2公里和新米哈伊利夫卡2.5公里，始建於1861年，面積0.9平方公里，海拔高度181米，2001年人口152。